# Fulvio Roiter
Fulvio Roiter (Meolo, província de Venècia, 1 de novembre de 1926-Venècia, 18 d'abril de 2016) va ser un fotògraf italià pertanyent al denominat neorealisme italià, sent molt conegudes algunes de les seves imatges en blanc i negre de la vida de les classes humils en la postguerra europea.
Fulvio Roiter es va introduir al món de la fotografia amb tan sols vint anys, i en 1949 es va unir al club fotogràfic La Góndola, de Venècia, al costat del seu amic Paolo Monti. El 1953 va viatjar a Sicília en el seu primer viatge fotogràfic, fet que va resultar fonamental en la seva carrera, ja que a l'any següent la revista Camera, en un treball sobre fotògrafs sicilians, va publicar algunes de les seves imatges, llançant-lo a la fama. Gràcies a això en 1954 va poder publicar el seu primer llibre sobre la seva terra, Venecia, flor de agua, publicat a Lausana, i va aconseguir l'encàrrec d'un reportatge sobre la regió d'Umbria. Durant aquest temps, va aconseguir algunes de les imatges més importants de la seva vida, que es van plasmar en el llibre Umbria, tierra de San Francisco de Asís, treball que li va fer guanyar el premi Nadar en 1956.
Posteriorment els seus viatges fotogràfics li van portar a Sardenya (1955) i finalment també fora del seu país, començant per Andalusia (1955 i 1956) i Brasil (1959), un dels seus països preferits i on tornaria en diverses ocasions. Posteriorment també va treballar en diferents destinacions de Portugal, el Marroc, Líban, Turquia, Mèxic i altres destinacions.

## Publicacions (selecció)
- 1954, Venecia, flor de agua.
- 1955, Umbria, tierra de San Francisco de Asís. Ediciones Clairefontaine.
- 1978, Vivre Venise, editorial Mengès (francès) ISBN 2856200427